# Emmett Scanlan
Emmett J. Scanlan (Dublino, 31 gennaio 1979) è un attore irlandese.
È noto soprattutto per aver recitato nelle serie televisive Hollyoaks e In the Flesh.

## Biografia
Scanlan ha iniziato la sua carriera con diversi ruoli di nicchia lavorando part-time fino alla nascita della figlia Kayla nel 2002, che lo spinse a dedicarsi alla recitazione a tempo pieno. Nel 2008 ha partecipato al reality Hollywood Trials e nel 2009 ha recitato nella serie televisiva The Phone co-prodotta da Justin Timberlake. Nel 2010 è entrato a far parte del cast di Hollyoaks, nel ruolo di Brendan Brady, che lo ha portato a diverse nomination e premi fra il 2011 e il 2013.
Nel 2014 ha ricoperto il ruolo dello zombie (meglio chiamati come partially deceased syndrome sufferer ovvero pazienti affetti da sindrome di decesso parziale) Simon Monroe nella seconda stagione della serie televisiva In the Flesh, recitando assieme a Luke Newberry. Nello stesso anno ha recitato nei film Guardiani della Galassia prodotto dalla Marvel Studios.
Dal 2010 ha una relazione con Claire Cooper, sua co-star in Hollyoaks. Il 27 settembre 2002 è diventato padre di Kayla, a cui è molto legato, nata da una precedente relazione finita nel 2009.

## Filmografia

### Cinema
- Studs, regia di Paul Mercier (2006)
- Shattered, regia di Rick Larkin (2007)
- Christian Blake, regia di Eoin Macken (2008)
- Anton, regia di Graham Cantwell (2008)
- Freakdog, regia di Paddy Breathnach (2008)
- Colour from the Dark, regia di Ivan Zuccon (2008)
- Once Upon a Time in Dublin, regia di Jason Figgis (2009)
- Savage, regia di Brendan Muldowney (2009)
- The Rise of the Bricks, regia di Ben Keenan (2009)
- Lapse, regia di Marianne Hansen (2010)
- Blood, regia di Bernadette Manton (2010)
- The Inside, regia di Eoin Macken (2010)
- Charlie Casanova, regia di Terry McMahon (2011)
- Hetjur Valhallar - Þór, regia di Óskar Jónasson, Toby Genkel e Gunnar Karlsson (2011)
- Patrick's Day, regia di Terry McMahon (2014)
- Guardiani della Galassia (Guardians of the Galaxy), regia di James Gunn (2014)
- Breakdown, regia di Jonnie Malachi (2014)
- Argylle - La super spia (Argylle), regia di Matthew Vaughn (2024)
- A Working Man, regia di David Ayer (2025)

### Televisione
- The Big Bow Wow - serie TV, 3 episodi (2004)
- Paddywhackery - serie TV, 2 episodi (2007)
- The Roaring Twenties - miniserie TV, 1 puntata (2008)
- The Clinic - serie TV, 2 episodi (2008-2009)
- Marú - serie TV, 1 episodio (2009)
- The Phone - serie TV, 6 episodi (2009)
- Mattie - serie TV, 1 episodio (2009)
- The Guards - serie TV, 2 episodi (2010)
- Mariana - serie TV, 2 episodi (2010)
- Hollyoaks - serial TV, 340 puntate (2010-2013)
- Hollyoaks Later - serie TV, 5 episodi (2012)
- The Fall - Caccia al serial killer (The Fall) - serie TV, 5 episodi (2013-2014)
- In the Flesh - miniserie TV, 6 puntate (2014)
- Constantine - serie TV, 5 episodi (2014)
- A.D. - La Bibbia continua - miniserie TV (2015)
- Safe - serie TV, 8 episodi (2018)
- Butterfly - miniserie TV, 3 episodi (2018)
- Krypton - serie TV, 4 episodi (2019)
- I Medici (Medici: The Magnificent) – serie TV, episodio  3x06 (2019)
- Treadstone – serie TV, episodi 1x4-1x5-1x6 (2019)
- Peaky Blinders – serie TV, 5 episodi (2019-2022)
- Gangs of London – serie TV, 7 episodi (2020-2025)
- The Tower – serie TV, 11 episodi (2021-2024)
- Derry Girls – serie TV, episodio 3x06 (2022)
- Un inganno di troppo (Fool Me Once), regia di David Moore e Nimer Rashed – miniserie TV (2024)
- The Teacher – serie TV, 4 episodi (2024)
- Unforgotten – serie TV, 3 episodi (2025)
- MobLand – serie TV, 9 episodi (2025)

## Riconoscimenti
Nel 2011 Scanlan è uscito vincitore dal Melbourne Underground Film Festival come miglior attore per la sua interpretazione nel film Charlie Casanova, e ha vinto due British Soap Award per il suo ruolo nella soap opera Hollyoaks, come miglior esordiente e miglior cattivo. Per lo stesso ruolo, ha vinto nel 2012 due Inside Soap Award come miglior attore e miglior cattivo, mentre nel 2013 ha ottenuto un ulteriore British Soap Award e un All About Soap per la sua collaborazione con Kieron Richardson nella soap.

## Doppiatori italiani
Nelle versioni in italiano delle opere in cui ha recitato, Emmett Scanlan è stato doppiato da:
- Marco Vivio in A.D. - La Bibbia Continua, Un inganno di troppo
- Gabriele Sabatini in Safe, A Working Man
- Francesco Pezzulli in Peaky Blinders, MobLand
- Roberto Certomà in Constantine
- Riccardo Scarafoni in The Fall - Caccia al serial killer
- Davide Marzi in Butterfly
- Mattia Ward in Treadstone
- Matteo Brusamonti in Gangs of London